# Kunst und Kulturradio Schöpfwerk

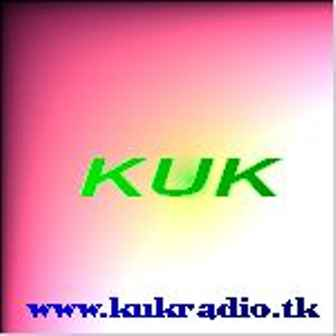
Logo

Das Kunst und Kulturradio Schöpfwerk ist eine wöchentliche Radiosendung, die über die ORF-Plattform oe1campus im Internet verbreitet wird. Sie ist 2004 aus dem Bürgerradio Schöpfwerk hervorgegangen. 
Das Kunst und Kulturradio Schöpfwerk wurde mit März 2013 in Kunst und Kulturradio International umbenannt und sendet nunmehr jeden Mittwoch zwischen 20 und 21 Uhr über ORF Ö1 Campus.
Die Redakteurin Renate Schnee vom  Radio Schöpfwerk erhielt im Jahr 2000 den Anerkennungspreis des Andreas-Reischek-Preises für herausragende journalistische Leistungen im Hörfunk.

## Geschichte
Das Kunst und Kulturradio Schöpfwerk ging aus dem Bürgerradio Schöpfwerk hervor, das von 1997 bis 2003 über ORF Radio 1476 gesendet wurde. 
Die erste Sendung des Kunst und Kulturradios Schöpfwerk wurde am 3. März 2004 ausgestrahlt, damals noch über Radio 1476, das am 1. Jänner 2009 durch das Webradio oe1campus ersetzt wurde.

## Sendungen und Redaktion
Die Redaktion des Kunst und Kulturradios Schöpfwerk hat seinen Sitz in den Räumlichkeiten des Stadtteilzentrums Bassena 12 (Verein Wiener Jugendzentren) in der Wohnanlage Am Schöpfwerk im 12. Wiener Gemeindebezirk Meidling. Die Programmleiter sind Manfred Sequardt (seit 2004) und Karel Sternlieb (seit 2005).
Das Kunst und Kulturradio Schöpfwerk sendet als Internetradio 24 Stunden am Tag.
Pro tag werden ca. 11 Stunden Programm geboten (davon 5 Stunden Wiederholungen) ansonsten laufen Musikprogramme. Einige Programme werden auch über ORF Ö1campus ausgestrahlt.  
Pro Woche gibt es eine Stunde Programm, wobei die aktuelle Sendung auch auf der Homepage des Kunst und Kulturradio Schöpfwerk gehört werden kann. Einmal im Monat berichtet Manfred Sequardt in Sequardts Sequenzen über das Wiener Kulturleben. Karel Sternlieb stellt in Zur Abendstund einmal monatlich neue Bücher und Nachwuchsbands vor. Gunther Tressl gestaltet einmal monatlich die Sendung Kulturen der Welt.

## Kooperationen
Kooperationen gibt es unter anderen mit dem Ersten Wiener Lesetheater und Zweites Stegreiftheater und dem Verein Die Bassenaunterstützt das Kunst und Kulturradio Schöpfwerk im technischen und administrativen Bereich.